# VisiCalc
VisiCalc è il primo foglio elettronico, creato da Dan Bricklin, un giovane studente della Harvard Business School. Il prototipo risale al 1978.

## Storia
Inizialmente il foglio era costituito da una matrice di 5 colonne e 20 righe. Assieme a Bob Frankston del Massachusetts Institute of Technology, Bricklin ne migliorò potenza di calcolo e velocità. Così nel 1979 nasce VisiCalc, il cui nome deriva dalla fusione di due parole: Visible e Calculator.
Bricklin e Frankston fondarono la Software Arts Corporation. VisiCalc venne diffuso su piattaforma Apple e su tutti i microcalcolatori dell'epoca sino all'IBM, e su molte calcolatrici programmabili come le celebri HP. Circa un milione di copie del software fu venduto in quegli anni.
Dal suo germe nasceranno Supercalc, Lotus 1-2-3, Quattro, Multiplan, Excel, Calc e tutti i fogli elettronici derivati.
Dal sito di Dan Bricklin è possibile scaricare gratuitamente, per uso personale, la versione per MS DOS completa del programma. Il programma eseguibile occupa 27 KB.